# Valea Lungă, Hunedoara
Valea Lungă este un sat în comuna Ilia din județul Hunedoara, Transilvania, România.

## Vezi și
- Biserica de lemn din Valea Lungă, Hunedoara

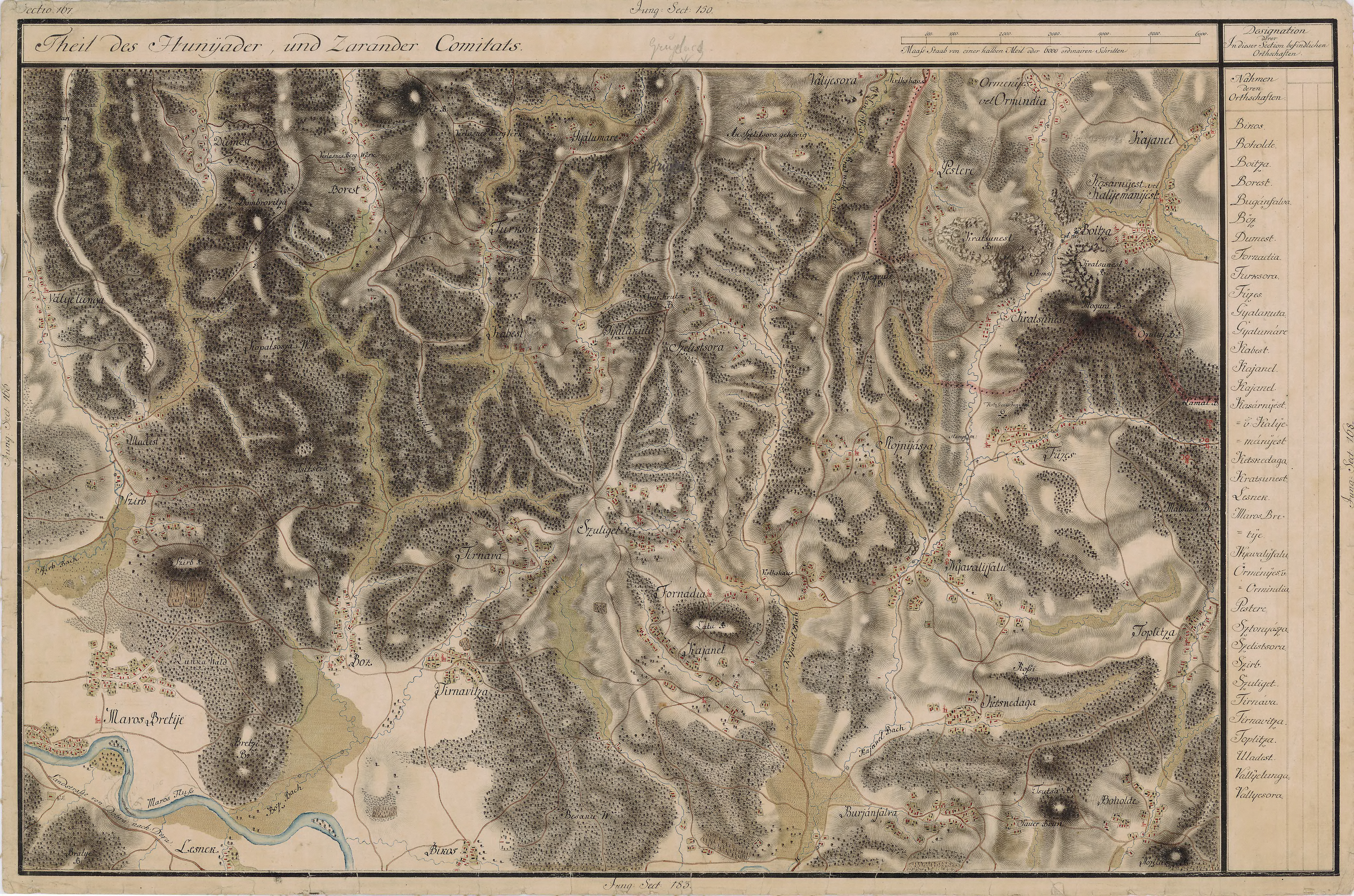
Valea Lungă în Harta Iosefină a Transilvaniei, 1769-1773